# Jilani Saadi
Pour les articles homonymes, voir Saadi (homonymie).
Jilani Saadi (arabe : الجيلاني السعدي), né le 6 février 1962 à Bizerte, est un réalisateur tunisien.

## Biographie
Il fait ses études de cinéma à Paris avant de réaliser son premier court métrage Marchandage nocturne en 1994 puis un moyen métrage, Café-hôtel de l'avenir, en 1997.
Khorma, le crieur de nouvelles, son premier long métrage sort en 2002. Le film participe à plusieurs compétitions internationales, dont le Festival international du film de Toronto. Il est distribué en France en 2004 et aux États-Unis ; il est aussi présent dans la section « Tous les cinémas du monde » au Festival de Cannes 2006.
Le film suivant, Tendresse du loup reçoit le prix du jury aux Journées cinématographiques de Carthage 2006, le prix du meilleur film africain au Festival du cinéma d'Afrique, d'Asie et d'Amérique latine de Milan 2007, le prix du meilleur film au Festival du film arabe (en) 2007, ainsi que de nombreux autres prix internationaux en Égypte, en Espagne, en Suisse, etc.
En 2012, Jilani Saadi sort Winou baba ? son troisième long métrage.
En novembre 2014, son nouveau film Bidoun 2 est sélectionné dans la compétition officielle internationale des Journées cinématographiques de Carthage. Il reçoit par ailleurs la mention spéciale du jury de la catégorie « long métrage », dans le cadre de la 21e édition du Festival international du cinéma méditerranéen de Tétouan.
Lors des troisièmes Rencontres internationales des cinémas arabes, organisées en partenariat avec le MuCEM de Marseille en avril 2015, il est choisi dans la section « un cinéaste, un parcours », permettant ainsi au public de découvrir tous ses films.
Son film Insurrection reçoit le Tanit de bronze aux Journées cinématographiques de Carthage 2021.

## Filmographie

### Acteur
- 2012 : Bidoun (court métrage) de Jilani Saadi

### Réalisateur
- 1994 : Café-hôtel de l'avenir, écrit par João Canijo, Céline Pouillon et Pierre Hodgo
- 1995 : Marchandage nocturne (court métrage)
- 2002 : Khorma, le crieur de nouvelles produit par Pierre Javaux
- 2006 : Tendresse du loup
- 2011 : Winou baba ?
- 2012 : Bidoun
- 2014 : Bidoun 2 (court métrage)
- 2015 : Dans la peau
- 2019 : Bidoun 3 (court métrage)
- 2021 : Insurrection

### Scénariste
- 2001 : Tel père, tel fils
- 2002 : Khorma, le crieur de nouvelles
- 2012 : Bidoun
- 2014 : Bidoun 2
- 2015 : Dans la peau
- 2019 : Bidoun 3
- 2021 : Insurrection

### Directeur de la photographie
- 2014 : Bidoun 2

### Producteur
- 2002 : Khorma, le crieur de nouvelles
- 2019 : Bidoun 3
- 2021 : Insurrection avec Chawki Knis et Arthur Grec